# Proposition Creek
Der Proposition Creek ist ein etwa 15 km langer, linker Nebenfluss des Mountain Ash Creek im Nordwesten des US-Bundesstaates Wyoming. Er fließt auf seiner gesamten Länge durch den Yellowstone-Nationalpark. 

## Verlauf
Der Proposition Creek entspringt unweit der kontinentalen Wasserscheide südlich des Pitchstone Plateau im Südwesten des Yellowstone-Nationalparks im nördlichen Teton County in Wyoming auf einer Höhe von etwa 2400 m. Er fließt von dort in südwestliche Richtung, durchfließt einen unbenannten See und wendet sich weiter flussabwärts nach Westen. Er wird vom Pitchstone Plateau Trail gequert und verläuft durch die nördlichen Birch Hills bis ins Fall River Basin. Dort mündet er nach vor der Mündung leicht mäandrierendem Verlauf nach rund 15 km auf einer Höhe von 1969 m in den hier nach Südwesten fließenden Mountain Ash Creek.

## Hydrologie
Der Proposition Creek ist als Nebenfluss des Mountain Ash Creek Teil des Einzugsgebietes des Fall River, der über Henrys Fork, Snake River und Columbia River in den Pazifischen Ozean entwässert. Das Einzugsgebiet des Proposition Creek umfasst ein Areal von etwa 25 km² und grenzt an die Einzugsgebiete von Fall River im Osten und Süden sowie Mountain Ash Creek im Norden. 

## Belege
1. ↑  Proposition Creek. In: Geographic Names Information System. United States Geological Survey, United States Department of the Interior (englisch).